# Antoni Gołaś
Antoni Gołaś (ur. 29 grudnia 1919 w Bartoszewicach, zm. 18 lipca 2003 w Katowicach) – polski zapaśnik, trener, olimpijczyk z Helsinek 1952.
Walczył w kategorii średniej i półśredniej w stylu klasycznym. Był dwukrotnym mistrzem Polski w kategorii średniej (1946, 1947) oraz trzykrotnym w kategorii półśredniej (1948-1950). Reprezentował zespoły Górnika Janów, Siły Mysłowice, Baildonu Katowice i TG Sokoła Brynów.
Na igrzyskach olimpijskich w 1952 startował w kategorii półśredniej, jednak bez powodzenia (odpadł w eliminacjach).
Jeszcze w czasie trwania kariery zawodniczej zaczął tracić wzrok, pod koniec kariery walczył prawie nic nie widząc.
Po zakończeniu kariery zawodniczej był trenerem i działaczem sportowym. Został Odznaczony Krzyżem Kawalerskim Orderu Odrodzenia Polski oraz Złotym Krzyżem FILA.

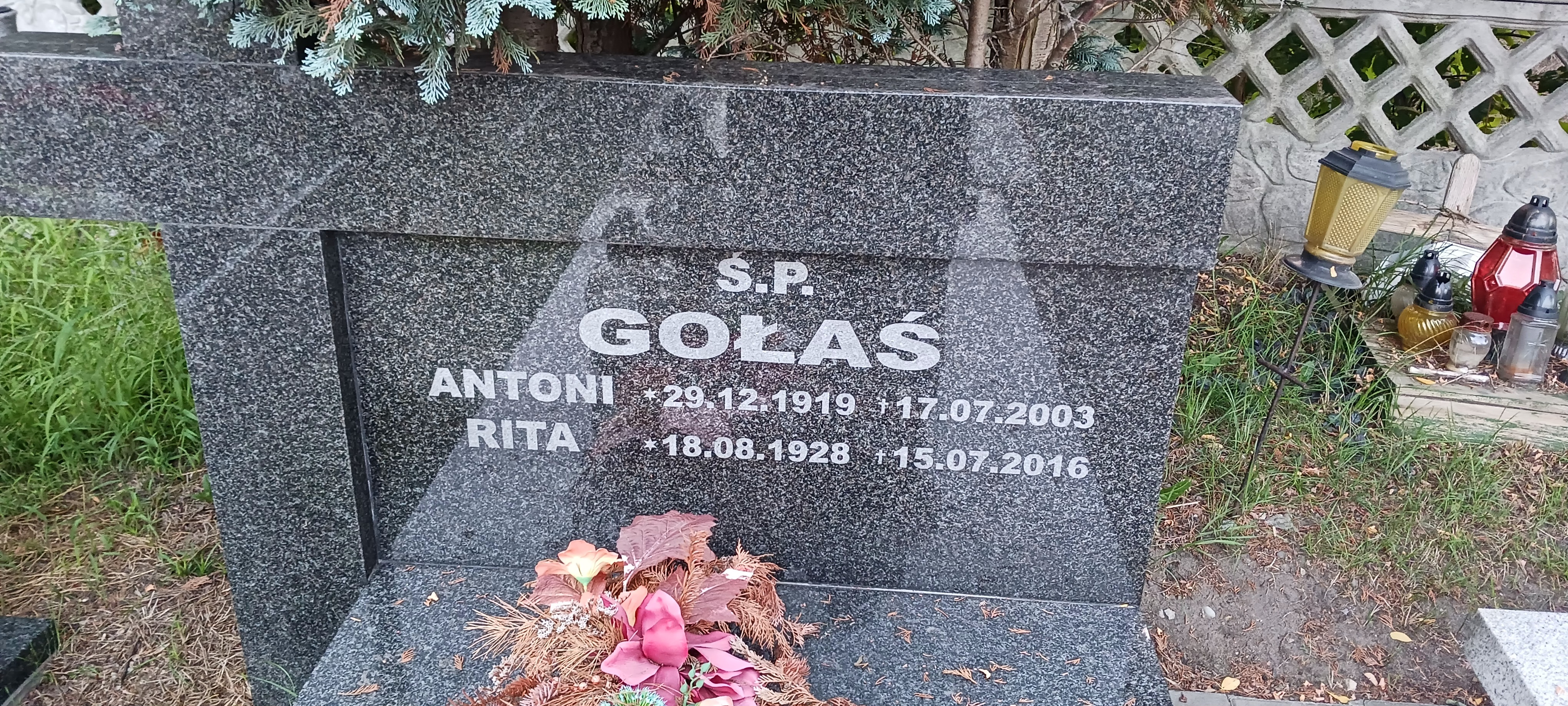
Grób Antoniego Gołasia